# زرق عنبي
الغلوكوما العنبية (أو الزرق العنبي، أو غلوكوما التهاب القزحية، أو الغلوكوما العنبية الأمامية، أو الغلوكوما العنبية الأمامية غير المعدية، أو التهاب القزحية المرتبط بالغلوكوما، أو الغلوكوما القزحية) هي في الغالب مرحلة تطور من التهاب القزحية الأمامي غير المعدي.
التهاب القزحية الأمامي غير المعدي هو التهاب في الجزء الأمامي من العين، ويُحرض هذا الالتهاب عن طريق المناعة الذاتية أو أسباب غير معدية أخرى (يمكن أن يؤثر التهاب القزحية غير المعدي أيضًا على الأجزاء الخلفية من العين، ويسمى بذلك التهاب القزحية الخلفي أو الشامل أو المتوسط). يحدث بداية التهاب القزحية غير المعدي لدى المرضى في الثلاثينيات من العمر، ويُشخص ما يصل إلى 10% من الحالات لدى الأطفال تحت سن 16 عامًا. وقد تستمر الحالة كمرض مزمن.
التهاب القزحية غير المعدية هو الشكل الأكثر شيوعًا لالتهاب القزحية في البلدان المتقدمة. يصاب حوالي 30% من مرضى التهاب القزحية بالغلوكوما نتيجة للالتهاب الذي يحدث في سياق المرض، أو كمضاعفات للعلاج بالستيروئيد، أو نتيجة مزيج من السببين السابقين.
قد يسبب التهاب القزحية، بالإضافة إلى العلاج الستيروئيدي لالتهاب القزحية، مقاومة متزايدة لتدفق الخلط المائي (السائل الصافي المعلق بين العدسة والقرنية) من العين. يؤدي هذا إلى زيادة تراكم السوائل، مما يؤدي إلى زيادة الضغط على الأجزاء الداخلية من العين، أو ارتفاع ضغط العين (IOP). قد يؤدي ارتفاع ضغط العين بدوره إلى تلف العصب البصري والغلوكوما.
بناءً على الدراسات الوبائية لالتهاب القزحية، سيصاب حوالي 34 إلى 94 شخص من كل 100 ألف شخص بالغلوكوما العنبية. يتعرض مرضى الغلوكوما العنبية لخطر أكبر بكثير لفقدان المجال البصري على المدى الطويل مقارنة بالمرضى الذين يعانون من التهاب العنبية فقط، ويعاني هؤلاء المرضى أيضًا من عبء رعاية مرتفع بشكل خاص.

## العلامات والأعراض
نظرًا لأن الغلوكوما العنبية هي مرحلة تقدمية من التهاب القزحية الأمامي غير المعدي، تتضمن علامات وأعراض الحالة علامات وأعراض الغلوكوما والتهاب العنبية.
قد يعاني المرضى المصابون بالتهاب القزحية الأمامي الحاد غير المعدي من الأعراض التالية: الألم، أو الرؤية الباهتة، أو الصداع، أو رهاب الضوء (الانزعاج أو الألم بسبب التعرض للضوء)، أو رؤية هالات حول الأضواء.
قد يتمكن طبيب العيون من ملاحظة العلامة الرئيسية لالتهاب القزحية الأمامي غير المعدية، وهو وجود خلايا مناعية (خلايا الغرفة الأمامية، أو ACCs) تطفو داخل الجزء الأمامي من العين. قد يلاحظ طبيب العيون أيضًا الالتصاقات الأمامية المحيطية (PAS)، أو الالتصاقات بين القزحية والشبكة التربيقية، وهي الأنسجة المسؤولة عن تصريف الخلط المائي من العين.
قد يكون المرضى الذين يعانون من التهاب القزحية ومن أعراض الغلوكوما مصابين بالغلوكوما العنبية.
يمكن ملاحظة علامات الغلوكوما التالية في العين المصابة بالغلوكوما العنبية: ارتفاع ضغط العين، وعتمات في مجال الرؤية، وعيوب في الطبقة الليفية للعصب البصري، و/أو تشوهات في العصب البصري. يمكن أيضًا ملاحظة وجود حواجز حدقية أو عرقلة في تدفق الخلط المائي من الحجرة الخلفية إلى الحجرة الأمامية بسبب الحصار الوظيفي بين الجزء الحدقي من القزحية والعدسة. أخيرًا، قد يلاحظ طبيب العيون الالتصاقات الأمامية المحيطية (PAS)، أو الالتصاقات بين القزحية والشبكة التربيقية.
يشخص وجود أعراض الغلوكوما مع أعراض الالتهاب القزحي مرض الغلوكوما العنبية.

## الأسباب
الغلوكوما العنبية هي مرحلة تقدمية من التهاب العنبية الأمامي غير المعدي. المرضى الذين شُخصوا بالتهاب القزحية الأمامي غير المعدي قد يصابون أيضًا بالغلوكوما، وتسمى الحالة الغلوكوما العنبية. يمكن أن تنشأ الغلوكوما العنبية من الالتهاب الذي يحدث في سياق التهاب القزحية، أو من العلاج الستيروئيدي لالتهاب القزحية؛ أو مزيج من الاثنين معًا.

### التهاب القزحية
قد تؤدي الاستجابة الالتهابية المرتبطة بالتهاب القزحية إلى الإصابة بالغلوكوما. قد تتطور نوبات التهاب القزحية الأمامي بسرعة؛ ويؤدي هذا الالتهاب الحاد إلى تلف الأنسجة الموجودة في الجزء الأمامي من العين. قد يكون التهاب القزحية الأمامي مزمنًا أيضًا؛ في هذه الحالات، يمكن أن يسبب الالتهاب المتكرر ضررًا تدريجيًا ومتراكمًا لأنسجة العين.
في جميع الحالات (أكانت نوبات حادة لمرة واحدة، أو التهاب مزمن متكرر، أو التهاب حاد مزمن) قد يؤدي تلف أنسجة العين إلى زيادة مقاومة تدفق الخلط المائي من العين، مما يؤدي بعد ذلك إلى زيادة الضغط داخل العين. في بعض حالات التهاب القزحية المزمن، يتضاءل الضغط داخل العين نتيجة لنوبات التهاب القزحية.
يمكن أن يؤدي الضغط المرتفع داخل العين إلى تلف غير عكوس للعصب البصري والإصابة بالغلوكوما.

### علاج التهاب القزحية بالستيروئيدات
الستيروئيدات القشرية الموضعية هي الخط الأول لعلاج النوبات النشطة لالتهاب القزحية الأمامي غير المعدي، والعلاج الفعال الوحيد المتاح للالتهاب النشط. ولكن قد يؤدي العلاج الستيروئيدي لالتهاب القزحية إلى الغلوكوما العنبية. تزيد الستيروئيدات القشرية الموضعية من ضغط السائل داخل العين عن طريق زيادة المقاومة لتدفق الخلط المائي، مما قد يسبب تلف العصب البصري والغلوكوما. وبالتالي فإن العلاج بالستيروئيد قد يسبب الغلوكوما العنبية أو يؤدي إلى تفاقمها.
يتطور الضغط المرتفع داخل العين عادة بعد 2 إلى 6 أسابيع من بدء العلاج بالستيروئيدات القشرية الموضعية، ولكن قد يحدث في أي وقت أثناء العلاج وقد يستمر لأسابيع بعد توقف استخدام الستيروئيد. وفقًا لمؤسسة أبحاث الغلوكوما، فإن خطر الإصابة بالغلوكوما المزمن الناجم عن الستيروئيد يزيد مع كل أسبوع من بدء استخدامه.
تنتج 90% من حالات الغلوكوما مفتوح الزاوية عن استخدام الستيروئيدات. لذلك، بمجرد أن يصاب مرضى التهاب القزحية بالغلوكوما العنبية، يجب عليهم تجنب الستيروئيدات.

### مزيج من التهاب القزحية والعلاج بالستيروئيد
في بعض الحالات، يساهم التهاب القزحية والعلاج بالستيروئيد في ارتفاع الضغط داخل العين، مما يؤدي إلى تلف العصب البصري والإصابة بالغلوكوما.

## تشخيص مرضى الغلوكوما العنبية
يصاب حوالي 30% من مرضى التهاب القزحية بالغلوكوما العنبية. يتعرض مرضى الغلوكوما العنبية لخطر أكبر بكثير لفقدان المجال البصري على المدى الطويل (> 5 سنوات) مقارنة بالمرضى الذين يعانون من التهاب العنبية فقط. المريض الذي يعاني فقط من الغلوكوما (بدون التهاب القزحية) سوف يصاب بالعمى في عين واحدة في المتوسط خلال 20 عامًا من ظهور الغلوكوما. وهذا أمر مدمر بشكل خاص بالنظر إلى أن غالبية مرضى الغلوكوما العنبية يُشخصون بالتهاب العنبية في سن مبكرة نسبيًا (في الثلاثينيات من العمر). وبالتالي تعرّض الإصابة بالغلوكوما في سن مبكرة والأضرار التراكمية الناجمة عن نوبات التهاب القزحية هؤلاء المرضى لخطر كبير لفقدان بصرهم.
إن عبء الرعاية لمرضى الغلوكوما العقدية أعلى أيضًا من عبء رعاية مرضى التهاب القزحية غير المصابين بالغلوكوما. في المتوسط، أبلغ الأطباء عن زيادة بنسبة 60% في زيارات مرضى الغلوكوما العنبية مقارنةً بمرضى التهاب القزحية غير الغلوكوماي. زيارات الطبيب أطول بنسبة 40% للمرضى الذين يعانون من الغلوكوما العنبية مقارنة بمرضى التهاب القزحية غير المصابين بالغلوكوما.

## وبائيًا
وفقًا للدراسات الوبائية، يقدر معدل انتشار التهاب القزحية بـ 115 حتى 316 حالة من كل 100 ألف شخص في الولايات المتحدة. حوالي 30% من المرضى الذين يعانون من التهاب القزحية الأمامي غير المعدية يصابون أيضًا بالغلوكوما. وبناءً على ذلك، سيتطور لدى 34 حتى 94 شخصًا من كل 100 ألف مريض مصاب بالتهاب القزحية من الغلوكوما في الولايات المتحدة.